# Kiyoshi Inoue
Kiyoshi Inoue (井上 清, Inoue Kiyoshi) (19 de dezembro de 1913 - 23 de novembro de 2001) foi um estudioso, historiador, autor e pesquisador japonês em ciências humanas e sociais e professor emérito da Universidade de Quioto, com especialização em história do Japão moderno. De formação marxista, mas também influenciado pela sociologia das religiões de Max Weber e pelo humanismo europeu, ele trabalhou em torno dos fenómenos da sociedade japonesa ao longo da sua história. As traduções do seu importante trabalho sobre a história japonesa tornaram-no uma figura bem conhecida no mundo ocidental como um "historiador progressista".